# Hipólito II d'Este (1509-1572)
Hipólito (II) d'Este (25 de agosto de 1509 - 2 de dezembro de 1572) foi um cardeal e estadista italiano. Foi membro da Casa de Este, e sobrinho do outro Hipólito d'Este, também cardeal.

## Biografia
Hipólito nasceu em Ferrara, na Itália, sendo o segundo filho do duque Afonso I d'Este e de Lucrécia Bórgia. Seu irmão mais velho, Hércules II d'Este, sucedeu seu pai como duque de Ferrara em 1534. Por meio de sua mãe, Hipólito e Hércules eram netos do Papa Alexandre VI. Hipólito recebeu o nome de seu tio, o cardeal Hipólito d'Este.
Em 1519, com a idade de 10 anos, herdou o arcebispado de Milão de seu tio. Este foi o primeiro de uma extensa lista de beneficium eclesiásticos que Hipólito recebeu ao longo do tempo, do qual os rendimentos eram a sua principal fonte de proventos.
Além de Milão, no final de sua vida, Hipólito também ocupou os beneficiums da Sé / abadias de Bondeno, Chaalis (1540-1572), Jumieges na Normandia, Lyon, Narbonne, e Saint-Médard em Soissons.
Hipólito d'Este foi criado cardeal-diácono de Santa Maria, em Aquiro, pelo Papa Paulo III, no consistório de 20 de dezembro de 1538. Ele só seria ordenado sacerdote em 1564.

## Patrocínio das artes
Um amante dos luxos e magnificência, ele reformou o Palazzo San Francesco em Ferrara antes de sua primeira nomeação para a corte francesa. Após a sua elevação ao Colégio dos Cardeais, em 1538, ele remodelou o palácio de seu primo, o Cardeal Ercole Gonzaga, que alugou como sua residência cardinalícia, em Roma. Ele teve a Villa d'Este em Tivoli construída pelo arquiteto maneirista Pirro Ligorio, para combinar com os outros palácios que estava construindo em Roma.
Hipólito d'Este também ajudou a patrocinar a carreira do compositor Palestrina.